# Catedral de Saint Paul
La catedral de Sant Pau (en anglès: Saint Paul's Cathedral) és una catedral de l'església anglicana a Londres. És un dels edificis més importants de la ciutat. Va ser construïda entre 1676 i 1710 sota la direcció de l'arquitecte Christopher Wren i sobre les ruïnes d'una antiga catedral medieval de menor envergadura cremada en el gran incendi de 1666. És una de les poques edificacions de la zona que va sobreviure a la Segona Guerra Mundial i ha estat escenari d'esdeveniments com el casament del príncep Carles amb la princesa Diana.

## Història i arquitectura

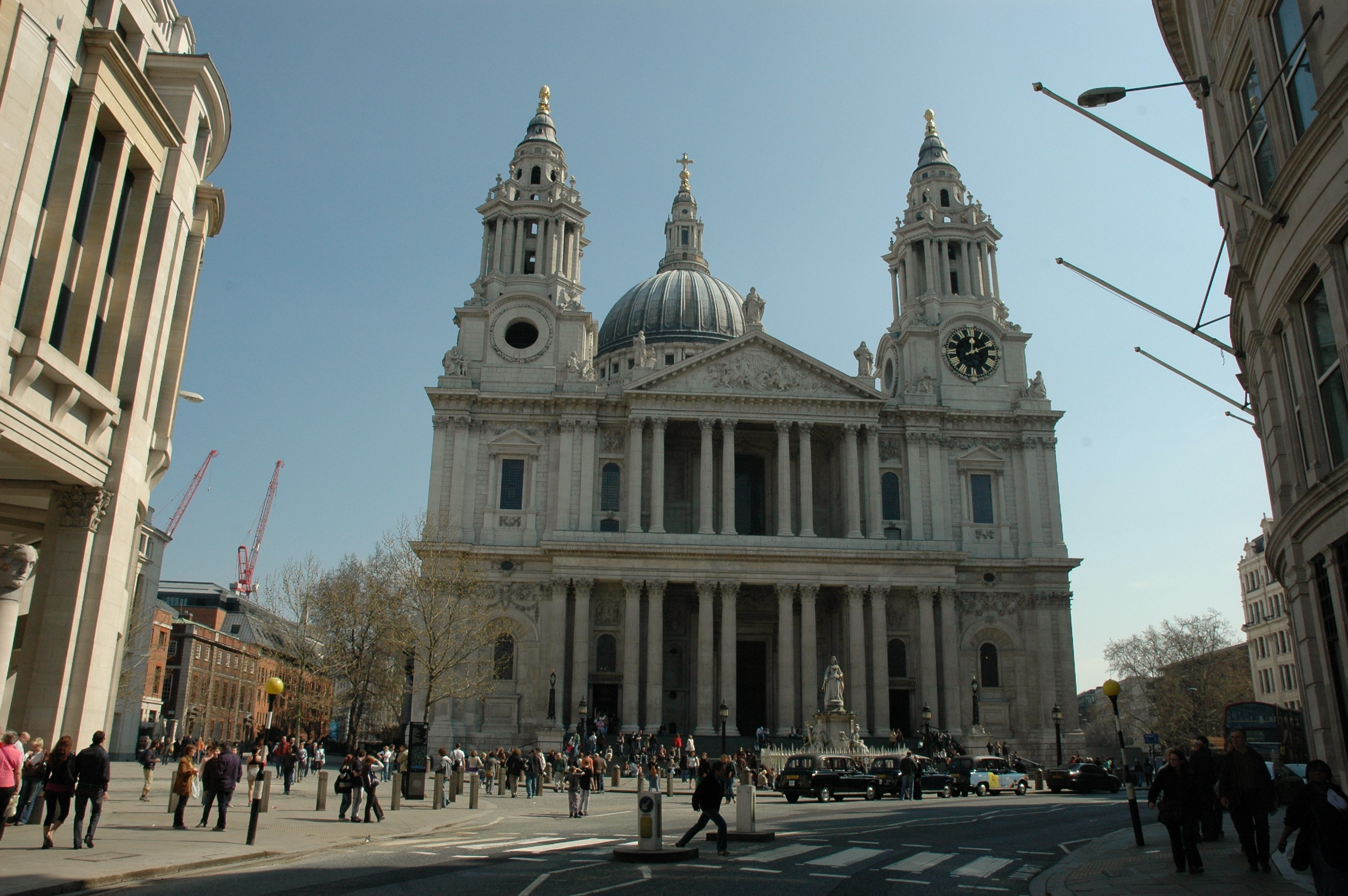
La catedral de Saint Paul des de Fleet Street

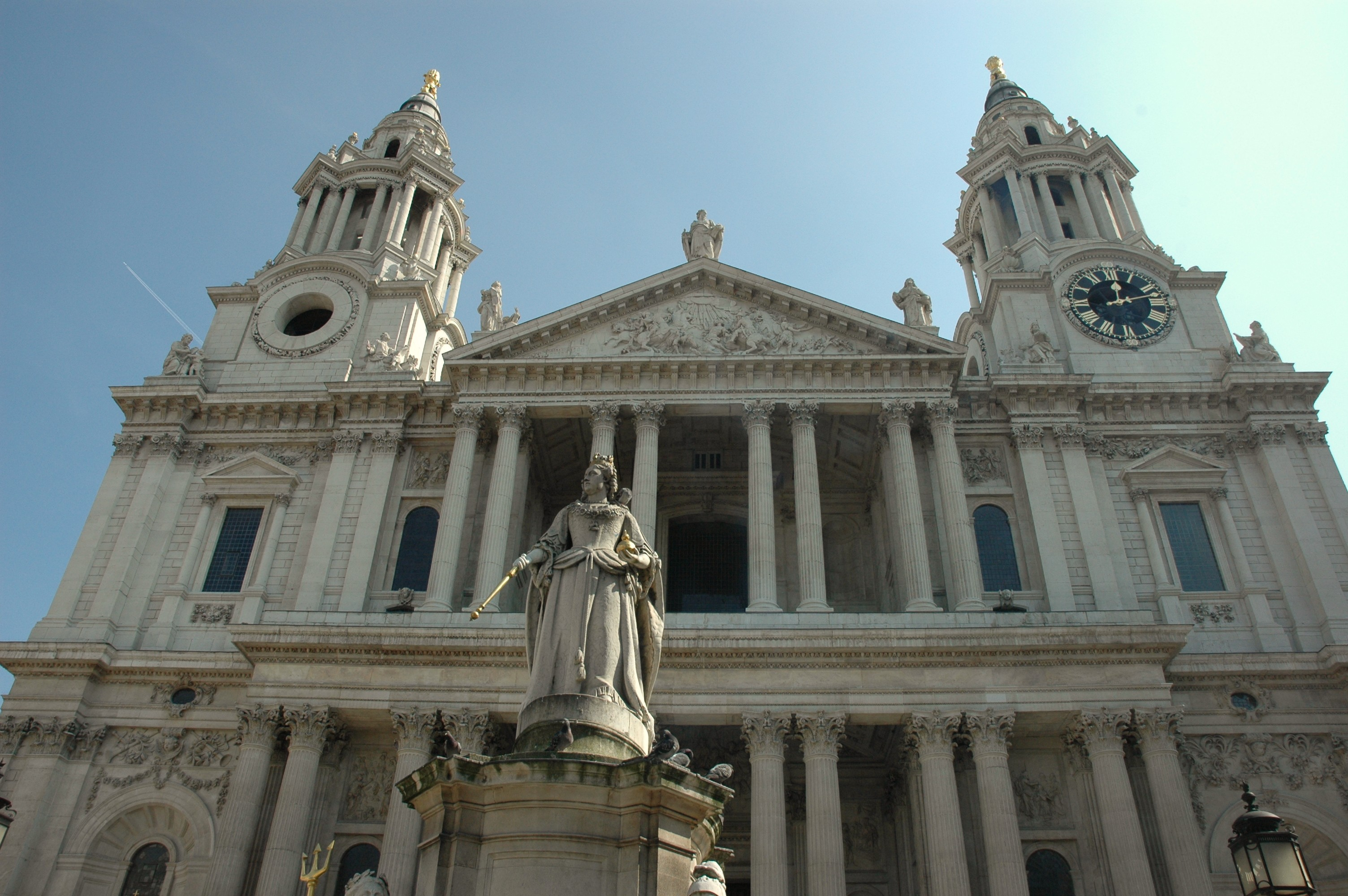
Detall de la façana presidida per una rèplica de l'estàtua de la reina Anna esculpida per Francis Bird

Al lloc que ocupa, es va construir la primera església saxona, de fusta, el 604, gràcies a sant Mellitus, un seguidor de sant Agustí, que tenia per missió convertir els anglosaxons. Aquesta construcció original va ser renovada als anys 675, 962 i 1087. Després de la reforma, la catedral va caure en oblit fins que Inigo Jones va començar-ne la restauració el 1633 i hi va afegir el pòrtic classicista. Tanmateix, l'església es va cremar en el gran incendi i va haver de ser reconstruïda. Christopher Wren s'encarregà de reconstruir-la en un nou estil barroc.

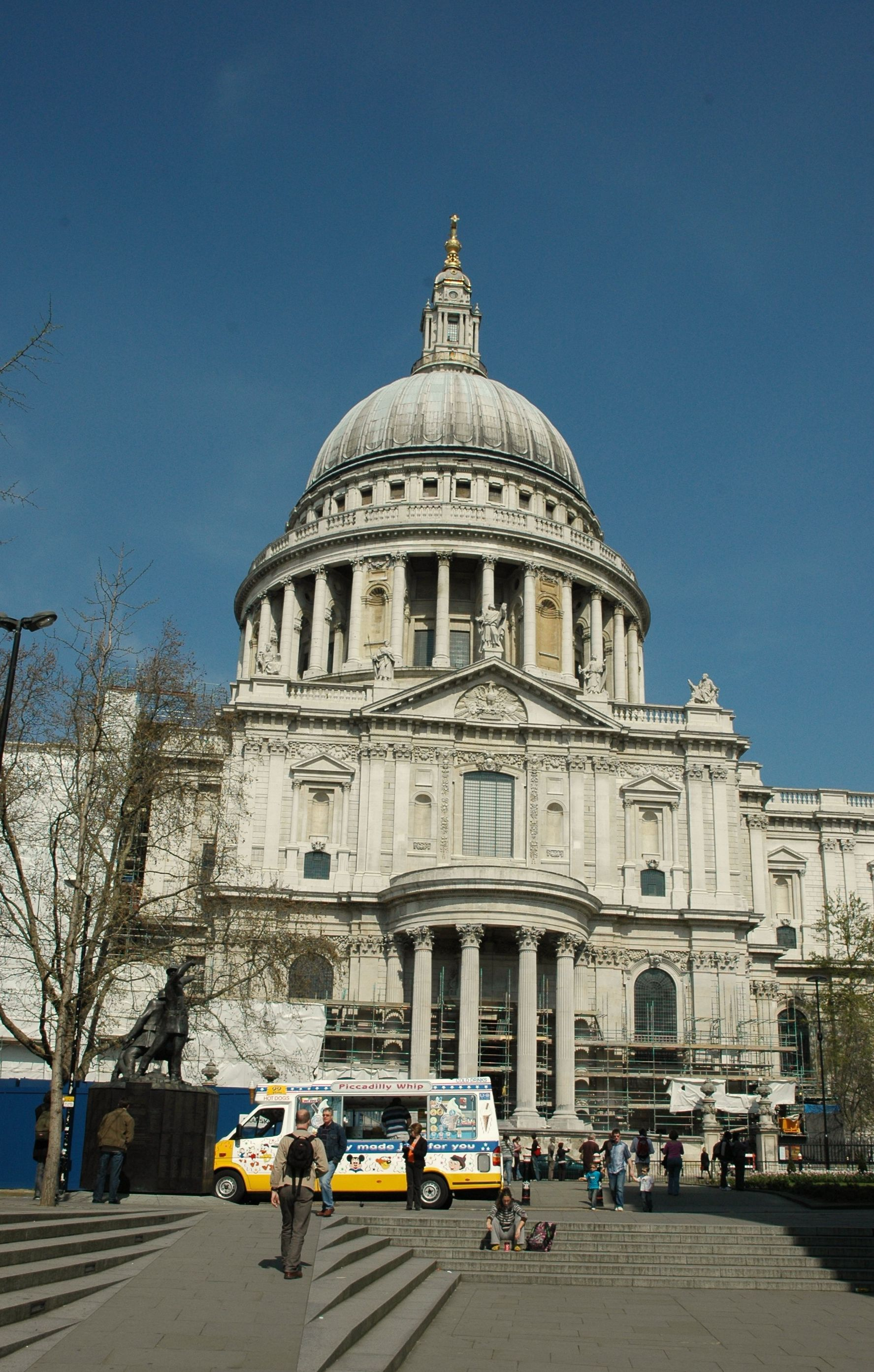
La portalada meridional

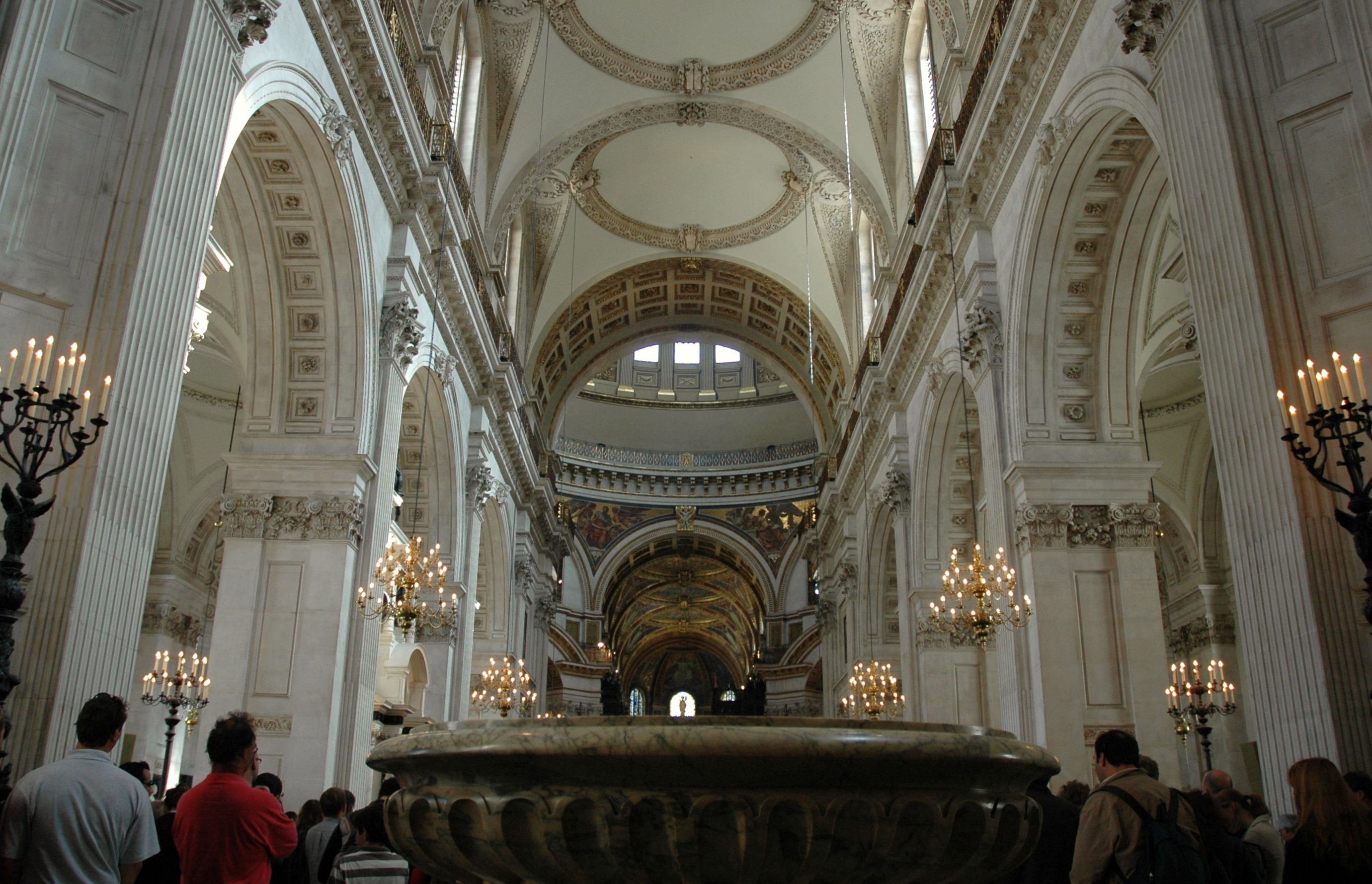
Interior

El primer projecte de Wren de 1672 va trobar una forta resistència per part dels conservadors. Finalment, se n'aprovà un de menys espectacular el 1675, encara que la concepció de Wren s'imposà, com es pot observar en l'esplendor de la catedral.
La primera pedra va ser posada el 21 de juny de 1675; el cor fou obert al públic el 2 de desembre de 1697; l'última pedra va dominar l'edifici el 1710, trenta-cinc anys després del començament de les obres. La cúpula i els campanars van ser concebuts per dominar la ciutat tota sencera.
Les torres de la façana no estaven en el disseny original i foren afegides per Wren el 1707, quan ja tenia 75 anys, per instal·lar-hi sengles rellotges.
La catedral també destaca per la cúpula, la major del món després de la de la basílica de Sant Pere a Roma. S'hi poden observar de més prop els frescs pujant 530 esglaons, i després sortir de la cúpula i aprofitar una bona vista panoràmica de la ciutat.
La catedral ha viscut esdeveniments com la cerimònia de matrimonis reials i els funerals d'herois nacionals com Winston Churchill i Horatio Nelson.
A la cripta hi ha els monuments funeraris de nombrosos personatges il·lustres com ara Wellington, Lawrence d'Aràbia, o el pintor Edwin Landseer o el mateix arquitecte que la va projectar Christopher Wren.

## Obres d'art
James Thornhill va pintar imatges de la vida de sant Pau a la cúpula; Grinling Gibbons va tallar la fusta del cor; Bernard Smith va construir el grandiós orgue; Jean Tijoy va realitzar els reixats del cor i generacions posteriors van continuar amb la decoració del temple. El mosaic del cor és d'inspiració romana d'Orient i representa la creació del món segons el Gènesi. Caius Gabriel Cibber va esculpir el frontó del transsepte del sud i Francis Bird el gran frontó occidental.
S'hi troba una còpia de l'obra La llum del món, del pintor prerafaelita William Holman Hunt.
Els monuments funeraris de la cripta ofereixen una completa mostra de l'escultura funerària del segle xix.
La catedral incorpora mostres significatives d'art religiós contemporani com una Mare de Déu de l'escultor Henry Moore, dos videoretaules de Bill Viola (Martyrs, 2014 i Mary, 2016) o dues monumentals creus de quatre braços, obra de Gerry Judah, en memòria dels morts a la Primera Guerra Mundial.
En referència a la música, a la catedral, des de bon principi hi han intervingut grans músics. Un d'ells, quan la catedral encara estava en construcció fou Martin Pierson (1571-1651), que fou organista, virginista i compositor de Saint Paul.